# Непецино (посёлок станции, Московская область)
Непецино — посёлок при станции в Непецинском сельском поселении Коломенского района Московской области России. Население — 61 чел. (2010). Расположен в северо-восточной части района у одноимённой железнодорожной станции на Большом кольце Московской железной дороги. К северо-западу от посёлка проходит автодорога М5 «Урал». Автобусное сообщение с Коломной.
По железной дороге имеется сообщение со станциями Детково, Жилёво, Воскресенск и Куровская.

## Население
| 2002 | 2006 | 2010 |
| ---- | ---- | ---- |
| 73   | ↘65  | ↘61  |